# 埃塞拉河

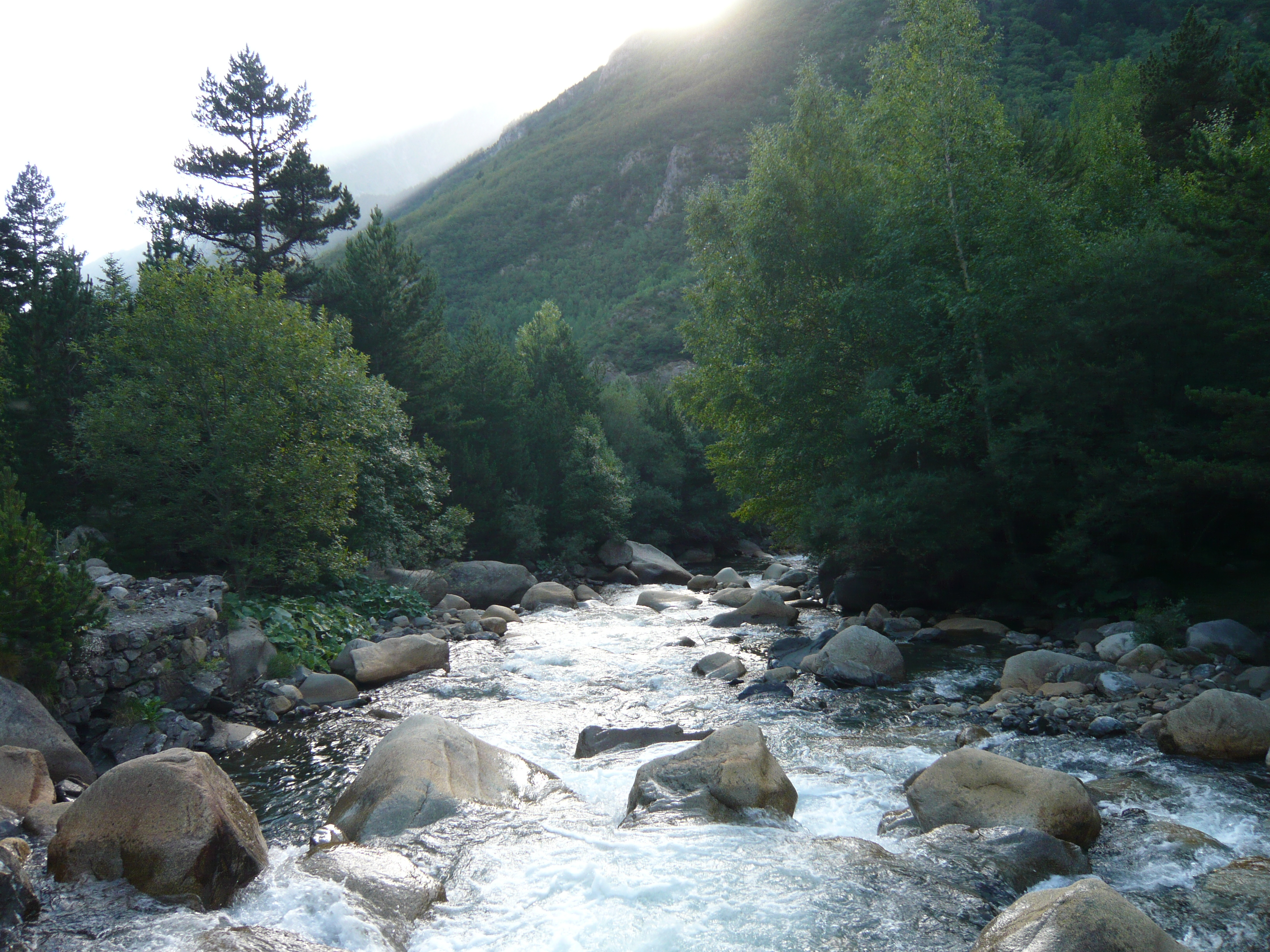
埃塞拉河

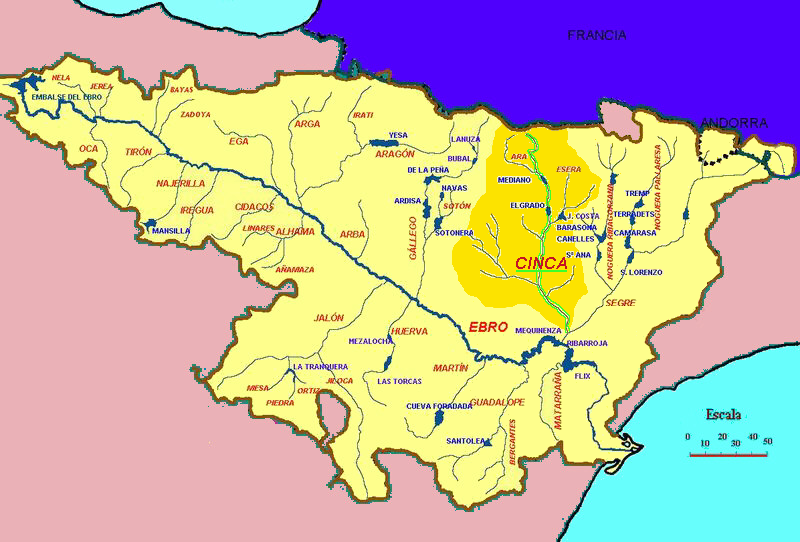
埃塞拉河位置（深黃色範圍內）

埃塞拉河（西班牙語：Río Ésera）是西班牙的河流，位於該國東北部阿拉貢自治區，屬於辛卡河的支流，河道全長94.3公里，流域面積123平方公里，河水來自融雪。
42°12′50″N 0°20′53″E / 42.21389°N 0.34806°E